# 鹿島大神宮 (郡山市)
鹿島大神宮（かしまだいじんぐう）は福島県郡山市西田町丹伊田にある神社である。天応元年（781年）9月15日に、鹿島神宮（茨城県鹿嶋市）より勧請したのが始まり。毎年4月の例大祭では、太々神楽が奉納されている。
天然記念物の「ペグマタイト岩脈」で知られる。

## ペグマタイト岩脈
境内のあちらこちらに突出する白色の巨大なペグマタイトの塊。
かつては、阿武隈山地はペグマタイトの大産出地であったが、ほとんどが工業用原料として採掘され尽くされてしまった。しかし、当地のペグマタイトは神社の御神体として扱われたことから採掘を免れた。その結果、露出している面の延長は約40メートル、幅14メートル、地下10メートルまではこの岩石が続いており、合計で1万4千トンもの岩脈があると推定される巨大な岩体が残った。
1966年（昭和41年）、「鹿島神社のペグマタイト岩脈」として国の天然記念物に指定された。

## 交通

### 乗用車
- 郡山東ICから福島県道116号二本松三春線を経由して約10分

## 周辺
- 子和清水 - 郡山市の水とふれあう名所10選。絶え間なく湧き出る清水。
- 高柴デコ屋敷 - 三春駒や三春張子人形の発祥地。土産物店や絵付け体験ができる工房などあり。